# Armadillidium pictum

Mehrere präparierte Exemplare von Armadillidium pictum

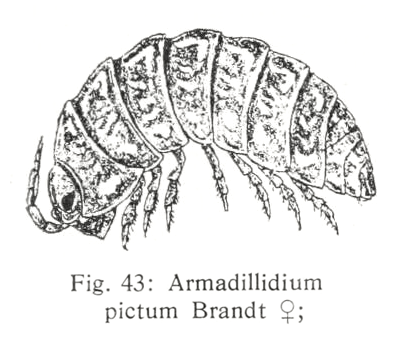
Zeichnung von Armadillidium pictum

Armadillidium pictum ist eine west- bis mitteleuropäisch verbreitete Art der zu den Landasseln gehörenden Rollasseln.

## Merkmale
Die Körperlänge beträgt 6–9 mm. Bei Störung rollt sich die Art zu einer perfekten Kugel zusammen. Ausgestreckt ist der glatte Körper lang oval. Der Hinterleib (Pleon) ist nicht schmaler als die Brust (Thorax). Auf dem braunen Körper befinden sich gelbe Fleckenreihen, eine Marmorierung kann, aber muss nicht, vorhanden sein. Die Fühlergeißel besteht aus 2 Gliedern, die Seitenlappen am Kopf sind deutlich vorhanden. Die Augen bestehen aus mehr als 5 Ocellen. Das Telson am Körperende ist schmal gerundet. Die Uropoden-Außenäste sind länger oder breiter als die Innen-Äste, das Grundglied der Uropoden trägt keinen Fortsatz, die Uropoden-Außenäste (Exopodite) sind plattenartig abgeflacht. Dieses Merkmal unterscheidet die Rollasseln auch von Arten wie z. B. der Kellerassel, Mauerassel oder Moosassel, bei denen die Uropoden-Außenäste abgeflacht sind und deutlich über den Hinterleib hinausragen. Die plattenartig abgeflachten Außenäste sind eine Anpassung an das Zusammenrollen zu einer geschlossenen Kugel. Am Kopf befindet sich ein Stirndreieck. Dabei liegt die Stirnplatte eng an. Die Hinterecken des 1. Segments sind zipfelig ausgezogen. Die Art besitzt 2 Trachealsysteme, das 7. laufbeinpaar der Männchen weist keine Modifikationen auf.

### Verwechslungsarten
In Deutschland kommen sechs weitere Rollasseln der Gattung Armadillidium vor:
Bei Armadillidium pulchellum sind die Hinterecken des 1. Segments (Pereionepimere) quer abgestutzt, während sie bei den übrigen sechs Arten zipfelig ausgezogen sind. Zudem ist bei A. pulchellum das Telson breit gerundet. Die Körperfarbe ist allerdings ebenfalls braun mit gelben Fleckenreihen. Auch befindet sich vom Stirndreieck bis zu den Augen wie auch bei A. pictum eine doppelte Leiste und die Stirnplatte ist eng anliegend. Bei erwachsenen Tieren von A. pictum ist jedoch die hintere Leiste, die Linea post-scutellaris, kräftiger als die vordere Linie, die Linea frontalis. Auch bei jüngeren Tieren läuft bei A. pictum die Linea post-scutellaris nicht direkt ans Auge, sondern stößt kurz vor dem Auge wieder auf die Linea frontalis. Zudem ist A.pictum dunkler als A. pulchellum und die Sprenklung ist weniger ausgeprägt.
Auch Armadillidium versicolor hat gelbe Fleckenreihen auf einer braunen Grundfarbe. Allerdings ist das Telson breit gerundet und die Leiste zwischen Stirndreieck und Auge einfach, während die Stirnplatte jedoch ebenfalls eng anliegend ist.
Bei Armadillidium vulgare liegt die Stirnplatte ebenfalls eng an, das Telson ist jedoch breit abgestutzt. Auch befinden sich auf dem grau-braunen Körper keine Fleckenreihen und die Leiste ist einfach.
Armadillidium nasatum besitzt zwar auch ein schmal gerundetes Telson, die Stirnplatte ist jedoch sehr hoch mit einem runden Loch und die Leiste einfach. Auf dem grau-braunen Körper befinden sich weißliche Fleckenreihen, die Unterscheidung anhand der Farbe ist jedoch nicht ratsam.
Armadillidium opacum besitzt ein breit abgestutztes Telson, an der Stirnplatte befinden sich zwei Höcker in einer Grube, die Leiste ist einfach und auf dem grau-braunen oder braunen Körper befinden sich keine Fleckenreihen. Eine Verwechslung mit dieser Art ist eher unwahrscheinlich.
Armadillidium zenckeri ist von weißlicher Körperfarbe ohne Fleckenreihen und alleine dadurch keine Verwechslungsart. Zudem weist die Stirnplatte bei ihr eine deutliche Grube auf, das Telson ist jedoch ebenfalls schmal gerundet.
In Westeuropa kann die Art auch mit Eluma caelata verwechselt werden.

## Verbreitung und Lebensraum
Armadillidium pictum ist ein von einem Balkanbewohner abstammendes mitteleuropäisches Faunenelement mit einer hauptsächlich westlich orientierten Verbreitung. Die Art kommt dabei von den Pyrenäen im Südwesten und Großbritannien (südlicher Grenzbereich von Wales und England sowie North West England) im Nordwesten bis Österreich, Tschechien, Polen und dem Baltikum im Osten vor. Südlich der Alpen sind keine Vorkommen bekannt, im Norden reicht das Verbreitungsgebiet bis in den Süden Skandinaviens. Hier findet sich die Art in den küstennahen Gebieten des südlichen Norwegens, Schwedens und Finnlands. Auch aus Frankreich, der Schweiz, Belgien, den Niederlanden und Deutschland sind Vorkommen bekannt.
In Deutschland ist die Art vor allem aus Nordrhein-Westfalen, der südlichen Hälfte Hessens, Baden-Württemberg und dem westlichen Bayern bekannt. Ältere Funde aus den Jahren 1897–1964 gibt es auch aus der Eifel in Rheinland-Pfalz, der östlichen Hälfte Bayerns, Sachsen, Thüringen, Sachsen-Anhalt, Berlin, Brandenburg, Mecklenburg-Vorpommern, Hamburg und Schleswig-Holstein. Dies muss nicht zwangsläufig bedeuten, dass die Art in diesen Gebieten heutzutage nicht mehr vorkommt, sondern kann auf das Fehlen neuerer Studien zurückzuführen sein, in denen das Vorkommen der Art untersucht wird. In Hessen ist A. pictum relativ selten und an den wenigen Fundorten nur in geringer Zahl festgestellt worden.
Die Art findet sich meist in Wäldern, an Waldrändern oder an Gewässerufern. Die typischen Bewohner von Laubwäldern leben unter der Rinde verfaulender Baumstümpfe, unter Steinen und im Gras. Auch an durch Laubwälder fließenden Flussufern kann die Art gefunden werden und lebt dort beispielsweise unter Gras der oberen Uferbereiche. Synanthropie zeigt die Art nicht. Die Art wird auch häufiger noch in mehreren Metern Höhe unter Rinde von Bäumen gefunden. In Großbritannien ist die hier seltene Art aus halbnatürlichen Habitaten bekannt, vorzugsweise in hügeligen Gebieten, wie alten Wäldern, schattigen Grasländern und Ritzen von kalkhaltigen Wegen.
Armadillidium pictum steht auf der Vorwarnliste der Roten Liste gefährdeter Arten.

## Lebensweise
Armadillidium pictum ist ganzjährig zu finden.
Die Art ist häufig vergesellschaftet mit Trichoniscus pusillus, Lepidoniscus minutus und Oniscus asellus.

## Taxonomie
Synonyme der Art lauten: Armadillidium garumnicum Verhoeff, 1907, Armadillidium grubei Zaddach, 1844 und Armadillidium rhenanum Verhoeff, 1917.